# Flästa-Örvattnet
Flästa-Örvattnet är en sjö i Bollnäs kommun i Hälsingland och ingår i Ljusnans huvudavrinningsområde. Sjön har en area på 0,155 kvadratkilometer och ligger 233,1 meter över havet. Sjön avvattnas av vattendraget Sannån.

## Delavrinningsområde
Flästa-Örvattnet ingår i det delavrinningsområde (682047-154005) som SMHI kallar för Namn saknas. Medelhöjden är 266 meter över havet och ytan är 11,39 kvadratkilometer. Det finns inga avrinningsområden uppströms utan avrinningsområdet är högsta punkten. Sannån som avvattnar avrinningsområdet har biflödesordning 2, vilket innebär att vattnet flödar genom totalt 2 vattendrag innan det når havet efter 79 kilometer. Avrinningsområdet består mestadels av skog (79 procent). Avrinningsområdet har 0,91 kvadratkilometer vattenytor vilket ger det en sjöprocent på 8 procent.